# 基季奧什
48°13′5″N 22°41′51″E / 48.21806°N 22.69750°E
基季奧什（烏克蘭語：Кідьош）是位於烏克蘭西部外喀爾巴阡州的貝雷霍韋區的村莊，始建於1332年，面積1.3平方公里，海拔高度115米，2001年人口895，人口密度每平方公里688.46人。